# 2063 Bacchus
Bacchus (asteroide 2063, com a designação provisória 1977 HB) é um asteroide cruzador de Marte. Possui uma excentricidade de .3495255324604092 e uma inclinação de 9.4337º.
Este asteroide foi descoberto no dia 24 de abril de 1977 por Charles T. Kowal em Palomar.
Este asteroide recebeu este nome em homenagem ao deus Baco da mitologia romana.